# Jaman South
Jaman South är ett distrikt i Ghana.   Det ligger i regionen Brong-Ahaforegionen, i den västra delen av landet, 400 km nordväst om huvudstaden Accra. Antalet invånare är 95 696. Arean är 660 kvadratkilometer.
Terrängen i Jaman South är platt åt sydost, men åt nordväst är den kuperad.